# 치 방출 마찰음
치 방출 마찰음(齒放出摩擦音)은 자음의 하나로, 이에서 조음하는 방출마찰음이다. IPA 기호는 θʼ이다.
듣기: